# Aurelio Vidmar
Aurelio Vidmar (ur. 3 lutego 1967 w Adelaide) – australijski piłkarz grający na pozycji ofensywnego pomocnika.
Starszy brat Tony’ego Vidmara, australijskiego piłkarza i olimpijczyka. 

## Kariera klubowa
Vidmar urodził się w Adelajdzie i tam też rozpoczął karierę w klubie Adelaide City. W sezonie 1984/1985 zadebiutował w jego barwach w australijskiej lidze, National Soccer League. W 1986 roku wywalczył jej mistrzostwo, a w 1987 roku został Klubowym Mistrzem Oceanii - w finale Adelaide okazało się lepsze od nowozelandzkiego Mount Wellington pokonując go po serii rzutów karnych. W 1989 roku zdobył Puchar National Soccer League.
Latem 1991 roku Vidmar wyjechał do Europy i został zawodnikiem belgijskiego zespołu KV Kortrijk. Zdobył dla niego 10 bramek w pierwszej lidze belgijskiej, jednak spadł z nim na koniec sezonu z ligi. Odszedł więc do KSV Waregem, w którym także należał do najlepszych strzelców ligi. W 1994 roku przeszedł z Waregem do Standardu Liège. W sezonie 1994/1995 strzelił dla Standardu 22 gole i dzięki temu stał się królem strzelców ligi, trzecim wywodzącym się z Australii po Edim Krnceviciu i Franku Farinie, a w 1994 roku otrzymał nagrodę Piłkarza Roku w Oceanii. Latem 1995 roku Vidmar opuścił ligę belgijską i zasilił skład Feyenoordu. Tam grał tylko przez pół sezonu i przegrał rywalizację o miejsce w składzie z Gastonem Taumentem. Na początku 1996 roku trafił do szwajcarskiego FC Sion. Ze Sionem zdobył Puchar Szwajcarii.
Po sezonie 1995/1996 Vidmar został piłkarzem hiszpańskiego CD Tenerife. W Primera División zadebiutował 1 września w wygranym 6:0 meczu z Compostelą. W La Liga zdobył tylko jednego gola, a w rundzie jesiennej sezonu 1997/1998 nie rozegrał żadnego spotkania. Wiosną 1998 wyjechał do Japonii i przez półtora roku występował w klubie J-League, Sanfrecce Hiroszima. W składzie zespołu był czwartym Australijczykiem obok Tony’ego Popovicia, Haydena Foxe’a i Grahama Arnolda.
W 1999 roku Vidmar wrócił do Australii i został piłkarzem swojego pierwotnego zespołu, Adelaide City. Mianowano go kapitanem zespołu. W Adelaide City spędził cztery sezony. a w 2003 roku odszedł do lokalnego rywala, Adelaide United. W zespole United występował przez jeden sezon i w 2004 roku zdecydował się zakończyć piłkarską karierę.
| Sezon   | Klub                | Kraj       | Rozgrywki              | Mecze | Bramki |
| ------- | ------------------- | ---------- | ---------------------- | ----- | ------ |
| 1984/85 | Adelaide City       | Australia  | National Soccer League | 10    | 2      |
| 1985/86 | Adelaide City       | Australia  | National Soccer League | 26    | 2      |
| 1986/87 | Adelaide City       | Australia  | National Soccer League | 23    | 2      |
| 1987/88 | Adelaide City       | Australia  | National Soccer League | 22    | 5      |
| 1988/89 | Adelaide City       | Australia  | National Soccer League | 25    | 5      |
| 1989/90 | Adelaide City       | Australia  | National Soccer League | 23    | 9      |
| 1990/91 | Adelaide City       | Australia  | National Soccer League | 28    | 4      |
| 1991/92 | KV Kortrijk         | Belgia     | I liga                 | 30    | 10     |
| 1992/93 | KSV Waregem         | Belgia     | I liga                 | 32    | 18     |
| 1993/94 | KSV Waregem         | Belgia     | I liga                 | 25    | 7      |
| 1994/95 | Standard Liège      | Belgia     | I liga                 | 32    | 22     |
| 1995/96 | Feyenoord           | Holandia   | Eredivisie             | 15    | 2      |
| 1995/96 | FC Sion             | Szwajcaria | Nationalliga A         | 14    | 7      |
| 1996/97 | CD Tenerife         | Hiszpania  | Primera División       | 25    | 1      |
| 1997/98 | CD Tenerife         | Hiszpania  | Primera División       | 0     | 0      |
| 1998    | Sanfrecce Hiroszima | Japonia    | J-League               | 15    | 4      |
| 1999    | Sanfrecce Hiroszima | Japonia    | J-League               | 9     | 2      |
| 1999/00 | Adelaide City       | Australia  | National Soccer League | 34    | 8      |
| 2000/01 | Adelaide City       | Australia  | National Soccer League | 21    | 4      |
| 2001/02 | Adelaide City       | Australia  | National Soccer League | 23    | 3      |
| 2002/03 | Adelaide City       | Australia  | National Soccer League | 32    | 6      |
| 2003/04 | Adelaide United     | Australia  | National Soccer League | 27    | 2      |

## Kariera reprezentacyjna
W reprezentacji Australii Vidmar zadebiutował w 1991 roku. W latach 1995–2001 był kapitanem narodowej reprezentacji. W 1996 roku został powołany do kadry na Igrzyska Olimpijskie w Atlancie. Z Australią nie wyszedł z grupy, ale na tym turnieju zdobył dwa gole, oba w przegranym 2:3 grupowym spotkaniu z Hiszpanią. W 1997 roku wystąpił w Pucharze Konfederacji. Z Australią dotarł do finału, jednak piłkarze z Oceanii ulegli w nim 0:6 Brazylii. Z kolei w 2000 roku wygrał Puchar Narodów Oceanii. W reprezentacji „Socceroos” występował do 2001 roku i łącznie rozegrał w niej 44 mecze i zdobył 17 goli.

## Kariera trenerska
Po zakończeniu kariery Vidmar został trenerem. W 2005 roku został asystentem Johna Cosminy w Adelaide United, a 2 maja 2007 przejął rolę pierwszego szkoleniowca w tym klubie. W 2008 roku doprowadził klub do finału Azjatyckiej Ligi Mistrzów i był to największy do tej pory sukces w historii australijskiej piłki klubowej. W finale Adelaide uległo dwukrotnie 0:3 i 0:2 japońskiej Gambie Osaka.